# 幻世纪
《幻世纪》是腾讯网游《幻想世界》的官方漫画，在《知音漫客》连载。腾讯官方也建立了网络连载专区，漫画讲述梦想成为“捕快大英雄”的少年伊尘刚开始冒险旅程，就被突然来的怪物追赶。作者小发。